# Teardown
Teardown — компьютерная игра-песочница с элементами головоломки и экшена, разработанная и изданная компанией Tuxedo Labs в 2022 году. 
В центре сюжета — владелец разорившейся компании по сносу зданий. Он оказывается втянут в полицейское расследование и берётся за сомнительные задания разного рода. Игроку нужно проходить уровни, состоящие из разрушаемых вокселей: проходя их игрок продвигается дальше по сюжету. В большинстве миссий нужно собирать или уничтожать предметы, которые запускают таймер. У игрока есть неограниченное время на подготовку, и ему предоставляются различные инструменты (транспортные средства и взрывчатка), чтобы проложить путь в пределах уровня, который позволит ему выполнить поставленные задачи и добраться до машины для побега до истечения таймера.

## Игровой процесс
Teardown — песочница с элементами головоломки и экшена. Игра ведётся от первого лица. Игрок может свободно исследовать девять уровней, полностью построенных из разрушимых воксельных объектов.
В начале кампании игроку доступны кувалда, огнетушитель и аэрозольный баллончик. С помощью баллончика можно рисовать на поверхностях, обозначая маршрут или важные точки. В процессе прохождения открываются новые инструменты: газовая горелка, дробовик, бомбы и гранатомёт. Некоторые материалы можно разрушить только с их помощью.
Игрок может использовать доски для постройки конструкций, например, рамп. Инструменты можно улучшать, используя деньги, полученные за ценные предметы, например, увеличить длину досок или силу взрыва. Для создания взрывов можно также использовать баллоны с пропаном.
Техника — автомобили, грузовики, краны, экскаваторы и лодки — используется как для передвижения, так и для разрушений. При их использовании камера переходит в вид от третьего лица.
Игровые миссии содержат как обязательные, так и дополнительные цели. Чаще всего необходимо украсть или уничтожить некоторые объекты, после взятия которых включется сигнализация. После активации сигнализации игроку даётся 60 секунд на выполнение задач и побег к транспортному средству.  В противном случае миссия считается проваленной из-за прибытия охранного вертолёта. До запуска таймера игрок может неограниченно долго подготавливать план и маршрут, а после завершения задания можно просматривать маршрут с видом сверху.
Помимо классических заданий, игрок может выполнять миссии с различными условиями: разрушить здание до заданной высоты, переместить тяжёлые объекты, уклониться от вертолёта, избежать охранных роботов или потушить пожар после удара молнии. Некоторые уровни содержат несколько вариантов миссий с изменённой геометрией мира. Всего в кампании представлено 40 заданий. Все миссии запускаются из центрального хаба, а прогресс можно сохранять и загружать с помощью быстрых сохранений.
Игра предлагает функции доступности, позволяющие, например, увеличить длительность таймера. В режиме «Песочница» можно исследовать разблокированные уровни с полным набором инструментов без каких-либо задач. В «Творческом режиме» игрок может создавать воксельные объекты путём раскраски в 3D-пространстве и сохранять их для повторного использования.
На каждом уровне доступны три режима испытаний: в «Разгроме» игроку нужно уничтожить как можно больше объектов за 60 секунд; в «Охоте» — собирать случайные предметы, избегая вертолёта; в «Подборе» — собрать максимум предметов за ограниченное время.

### Модификации
Пользователи могут создавать собственные уровни и объекты с помощью программы MagicaVoxel и импортировать их в игру. Версия для ПК включает редактор уровней и поддержку Steam Workshop. Игровые элементы можно программировать на языке Lua.
Модификации стали появляться уже в ноябре 2020 года. По состоянию на сентябрь 2023 года на платформе Steam Workshop размещено более 6000 модификаций. Разработчики проводят конкурсы модификаций дважды в год.
В версии для ПК лучшие модификации отображаются в главном меню.

## Сюжет
История в Teardown в основном рассказывается с помощью электронных писем, которые получает игровой персонаж. Действие игры происходит в вымышленном муниципалитете Löckelle, а игрок играет за владельца Löckelle Teardown Services. Компания сталкивается с финансовыми трудностями из-за нехватки клиентов, поэтому владелец соглашается на сомнительную работу от Гордона Ву, генерального менеджера торгового центра Evertides, который просит снести старое здание ночью, чтобы освободить место для строительства торгового центра. На следующий день после сноса здания мать владельца, Трейси, сообщает им, что снесённое здание находилось под охраной как объект культурного наследия и что дорожная камера зафиксировала въезд на территорию служебного автомобиля. Париза Тердиман, следователь полицейского управления Löckelle, соглашается не проводить расследование, если владелец поможет ей в расследовании дела Лоуренса Ли-младшего и его компании Lee Chemicals. По её приказу владелец неоднократно врывается в помещения Lee Chemicals и в частные владения Ли, чтобы получить информацию о таинственном клиенте.
В то время как Ли и Ву неоднократно запрашивают задания по уничтожению имущества друг друга, Тердиман узнаёт, что клиентом «Lee Chemicals» является «Blue Tide», производитель энергетических напитков, которым управляет мистер Аманатидес. Поскольку официальных данных об Аманатидесе не существует, Тердиман просит владельца получить данные о связи с офисом «BlueTide» на острове Hollowrock, а также бухгалтерские данные « Lee Chemicals». Через Ву Аманамидес узнаёт о услугах владельца и нанимает его, чтобы повысить безопасность «BlueTide», получив конфиденциальную информацию об автономных охранных роботах. Пока Тердиман расследует появление неизвестного вещества в напитках «Голубого прилива», оставшаяся на острове Hollowrock транспортная этикетка показывает, что Аманамидес контролирует торговый центр «Evertides» и использует его как перевалочный пункт для этого вещества. Отчёты о доставке из торгового центра Evertides Mall приводят владельца на острова Муратори, где Тердиман приказывает им собрать улики и уничтожить местную цепочку поставок.
В результате беспорядков на острове Hollowrock, в торговом центре Evertides и на островах Муратори Аманатид увольняет Ву с должности управляющего торговым центром и замышляет месть тем, кто, по его мнению, навредил бизнесу «BlueTide». Он приказывает владельцу вернуть грузовик, автономных роботов и нитроглицерин. Аманатид использует эти компоненты для сборки разрушительной машины, которую он называет «Трукстерминатор». Тердиман и полицейское управление Löckelle совершают набег на остров Hollowrock и задерживают Аманатидеса, который признаётся, что уже задействовал «Трукстерминатора» для уничтожения города Каллингтон, где он заметил автомобиль компании «Löckelle Teardown Services» на подъездной дорожке Трейси. Трейси не знает о своей судьбе, так как она пробует свой новый солярий, поэтому владелец приезжает в Каллингтон и благополучно направляет «Трукстерминатора» через город в море.

## Критика
Teardown получила положительные отзывы как до, так и во время этапа раннего доступа, а также после выхода. Критики высоко оценили проработанную физику игры, интерактивность, графику, художественный стиль и музыку. По поводу прохождения кампании и сюжета были высказаны неоднозначные мнения, а некоторые элементы управления подверглись критике. Поддержка модификаций  в игре была названа основным фактором, обеспечивающим её потенциальную долговечность. К августу 2022 года было продано 1,1 миллиона копий игры, а успех игры привел к тому, что Tuxedo Labs была приобретена Saber Interactive под управлением Embracer Group. Порты для PlayStation 5 и Xbox Series X / S, выпущенные Saber Interactive, были выпущены в ноябре 2023 года, что увеличило количество игроков до 2,5 миллионов.